# Thomas Hodgkin
Thomas Hodgkin (17 d'agost del 1798 - 5 d'abril del 1866) va ser un metge anglès, considerat un dels més preeminents patòlegs del seu temps i un pioner de la medicina preventiva. La seva aportació més important a la medicina fou per haver estat el primer a descriure, el 1832, un tipus diferenciat de limfoma que, en honor seu, hom coneix amb el nom de malaltia de Hodgkin. El gran mèrit de Hodgkin fou iniciar la pràctica de la inclusió de l'anatomia patològica en l'estudi dels processos clínics. Fou contemporani de Thomas Addison i Richard Bright al Guy's Hospital.

## Vida
Thomas Hodgkin va néixer en una família quàquera de Pentonville, Parròquia de St. James, a Middlesex. Va rebre educació privada i el setembre del 1819 fou admès a la St. Thomas's and Guy's Medical School, que actualment es troba dins del King's College de Londres. També estudià a la Universitat d'Edimburg, Escòcia. El 1821, va anar a Itàlia i a França, on aprengué l'ús de l'estetoscopi, un invent recent de René Laënnec. El 1823, Hodgkin va obtenir el doctorat a Edimburg per una tesi sobre els mecanismes de l'absorció intestinal als animals.
Va morir a Jaffa (Palestina), actual Tel-Aviv (Israel).

## Obres
Hodgkin va descriure la malaltia que porta el seu nom el 1832, en un article titulat On Some Morbid Appearances of the Absorbent Glands and Spleen. Rebé el reconeixement amb el seu epònim 33 anys més tard, quan Samuel Wilks, redescobrí la malaltia. La malaltia de Hodgkin és una proliferació cel·lular neoplàstica que es desenvolupa al teixit limfoide, al fetge i a la melsa, amb possibilitat d'afectació d'altres estructures. Una forma més benigna s'anomena paragranuloma de Hodgkin, mentre que una forma més invasiva rep el nom de sarcoma de Hodgkin.
Publicà el seu llibre Lectures on Morbid Anatomy el 1836 i el 1840. La major contribució a l'ensenyament de la Patologia Mèdica, tanmateix, fou el 1829, amb la seva obra en dos volums The Morbid Anatomy of Serous and Mucous Membranes, que ha estat un clàssic de l'Anatomia Patològica moderna.
Hodgkin va ser un dels primers promotors de la medicina preventiva, publicant On the Means of Promoting and Preserving Health el 1841. Entre altres observacions primerenques destaca la de l'apendicitis aguda, la de la forma bicòncava dels glòbuls rojos de la sang i la de l'estriació de les fibres musculars.